# David Helfgott

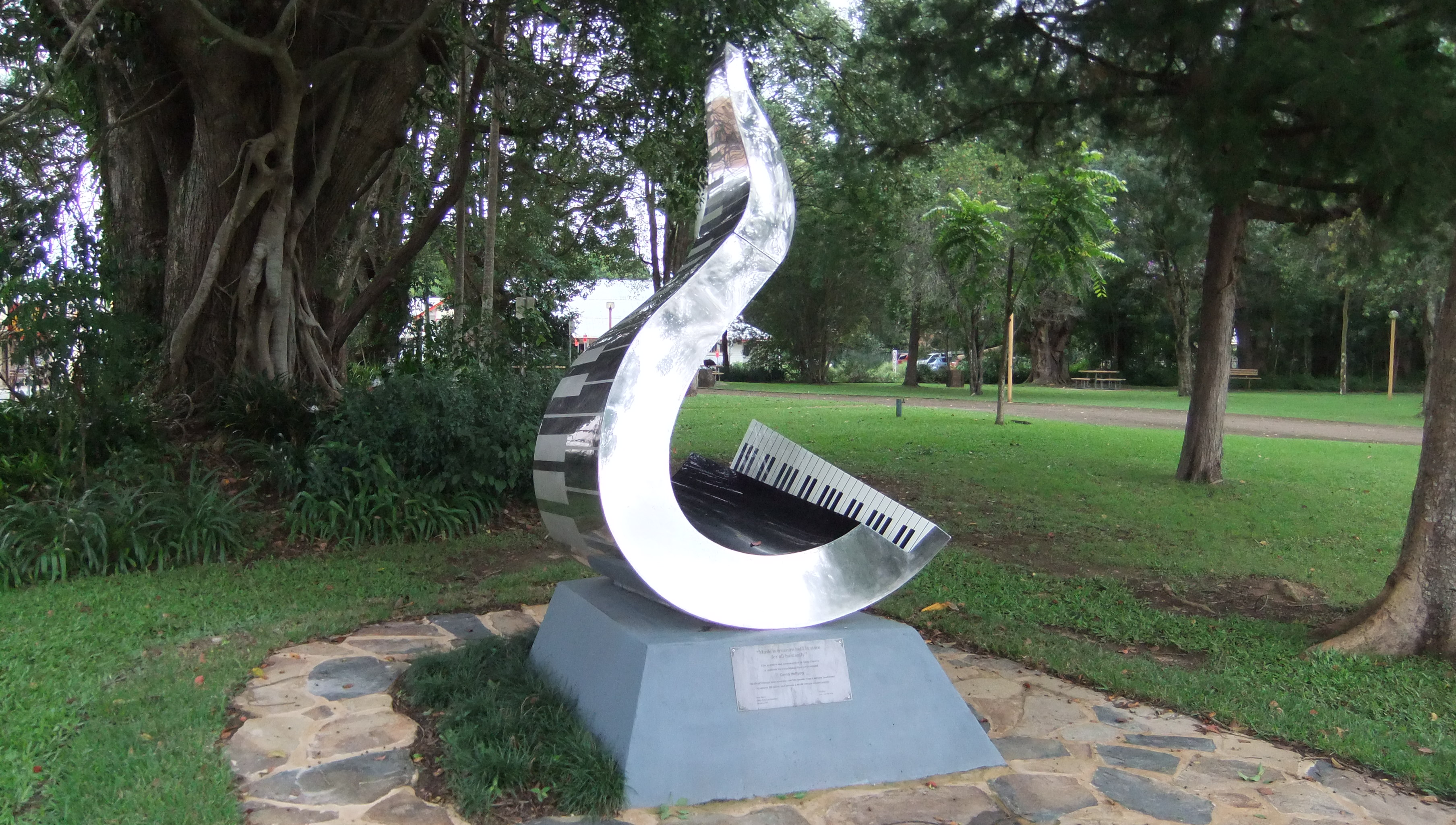
Monument en honor a Helgott a Bellingen.

David Helfgott (Melbourne, 19 de maig de 1947) és un pianista australià. Va néixer en una família jueva d'origen polonès. La seva vida va inspirar la guardonada pel·lícula Shine del director australià Scott Hicks, protagonitzada per Geoffrey Rush. Helfgott és especialment conegut per la seva pertorbació mental i pel seu excel·lent domini del piano.
Va adquirir reconeixement com a nen prodigi després que el seu pare comencés a ensenyar-li el piano als sis anys. Quan va arribar als deu anys, estudià sota la tutela de Frank Arndt, un professor de piano de la ciutat de Perth, i va guanyar diferents concursos locals, unes vegades sol, i altres amb la seva germana Margaret Helfgott.
A l'edat de 14 anys, la comunitat musical australiana, liderada pel periodista Perth James Penberthy i l'escriptora Katharine Susannah Prichard, van recaptar-li diners perquè anés als Estats Units a estudiar música. No obstant això, Peter Helfgott, el seu problemàtic pare, va negar-li el permís, argumentant que no estava llest per a ser independent. Segons conten els germans de David, el pare va arribar a maltractar-lo fins al grau de deixar-lo inconscient. Als 19 anys, David va guanyar una beca per a estudiar a la Royal College of Music de Londres (Anglaterra) durant tres anys, on va estudiar amb el professor Cyril Smith.
Durant la seva estada a Londres va començar a evidenciar més símptomes d'una malaltia mental. El seu doctor a Austràlia, Chris Reynolds, a qui va conèixer vint anys després, va dir que patia d'una ansietat aguda i neurosi. El llibre de Gillian Helfgott, Shine (Ediciones B, 1997), cita com David interpretava la seva pertorbació emocional:
| « | Tot és culpa del papi. Tot és culpa del papi [...]. El Pare tenia dintre d'ell una espècie de dimoni i un àngel al mateix temps, i va anar així tota la meva vida. El Papa sempre va tenir un diable i un àngel tota la seva vida. És com una dicotomia, un desdoblament. | » |

Va tornar a Perth el 1970, i es va casar amb la seva primera esposa Clara el 1971. També va participar en diversos concerts de la Australian Broadcasting Corporation. Després del seu divorci, va ser internat a Graylands, un hospital mental de Perth. Durant els deu anys següents, va rebre tractament psiquiàtric que incloïa antipsicòtics i electroxoc. El problema amb el seu pare no va ser abordat amb aquest enfocament biologicista.
L'any 1984, després de presentar-se durant alguns anys en un bar anomenat Ricardo's, va conèixer a l'astròloga Gillian Murray. Pocs mesos després es van casar i va continuar una exitosa carrera durant els anys 80 i 90 a Austràlia i a Europa. El 1994 va tocar a Rússia, però la seva gira mundial el 1997 va portar poques crítiques.
Helfgott generalment prefereix tocar música romàntica, en gran part Modest Mússorgski, Serguei Rakhmàninov, Frédéric Chopin, Franz Liszt, Robert Schumann i Nikolai Rimski-Kórsakov.

## Premis
- Finalista Estatal ABC Instrumental and Vocal Competition (6 vegades)
- Temps de Pau